# Tadeusz Chudy
Tadeusz Chudy (ur. 13 czerwca 1931 we wsi Ugartsthal k. Stanisławowa, zm. 30 sierpnia 1997 w Warszawie) – polski poeta, autor utworów dla dzieci.

## Życiorys
Ukończył studia na Wydziale Prawa na Uniwersytecie Warszawskim. Debiutował na łamach almanachu „Dom nad Odrą” jako poeta. W 1959 r. był jednym z założycieli Korespondencyjnego Klubu Młodych Pisarzy. W latach 1956–1968 pracował w redakcji tygodnika „Nowa wieś”, następnie prowadził dział poetycki w miesięczniku „Barwy”. W latach 1986–1993 pełnił funkcję redaktora naczelnego czasopisma „Płomyczek”.

## Twórczość
- Pstrąg mnie wyłowił (poezje, 1964)
- Daję noc (poezje, 1967)
- Dziewczyna polna (poezje, 1967)
- W stronę domu (poezje, 1970)
- Rzeka (poezje, 1978)
- Blisko serca (utwory dla dzieci, 1981)
- Jak legenda. Opowieści z mazowieckiej ziemi (1984)
- Pod okiem nieba (utwory dla dzieci, 1989)
- Kolorowa karawana (seria „Poczytaj mi mamo”, 1977)